# غزوة دومة الجندل
غَزْوَةُ دُوَمة الجَنْدلَ في شهر ربيع الأول 5 هـ الموافق آب/أغسطس 626 م، تحركت القوات الإسلامية بقيادة رسول الله محمد نحو قبيلة قضاعة التي كانت تنزل شمال قبائل أسد وغطفان، في حدود قبائل الغساسنة الموالين للدولة الرومية (بيزنطة)، والمشرفة على سوق (دُومة الجندل) الشهير.
تقع دُومة على بُعد 600 كيلو مترًا شمال المدينة النبوية. وذكر الحموي في معجم البلدان أنها سُميت بذلك نسبة إلى حصن بناه دوماء بن إسماعيل.
أما الجندل: فهي الحجارة، ومفرده: جندلة. وعلى هذا يكون معنى اسم المنطقة: «الحصن الذي بناه دوماء في منطقة مليئة بالحجارة».
وكان يُضرب المثل بمناعة حصن دومة وشدته.

## سبب الغزوة
وصلت الأنباء إلى المدينة النبوية المشرَّفة بتجمع بعض قبائل المشركين عند دومة الجندل للإغارة على القوافل التي تمر بهم، والتعرض لمن في القافلة بالأذى والظلم، ثم الاعتداء على المدينة لاحقًا. ومن الملاحَظ أن دومة الجندل تعَدُّ بلادًا نائية بالنسبة للمدينة النبوية؛ لأنها تقع على الحدود بين الحجاز والشام، وفي منتصف الطريق بين البحر الأحمر والخليج العربي، وهي على مسيرة خمس عشرة ليلة من المدينة.
فحتى لو أن المسلمين أغفلوا أمرها وسكتوا على وجود هذا التجمع فيها، ما لامهم أحد ولا ضرهم هذا التجمع في شيء على المدى القريب، ولكن النظرة السياسية البعيدة والعقلية العسكرية الفذة أوجبت على المسلمين أن يتحركوا لفضِّ هذا التجمع فورًا لما يلي:
1. السكوت على هذا التجمع وما شاكله يؤدي -بلا شك- إلى تطوره واستفحاله، ثم يؤدي بعد ذلك إلى إضعاف قوة المسلمين وإسقاط هيبتهم، وهو الأمر الذي يجاهدون من أجل استرداده.
2. وجود مثل هذا التجمع في الطريق إلى الشام قد يؤثر على الوضع الاقتصادي للمسلمين، فلو أن المسلمين سكتوا على هذا التجمع لتعرضت قوافلهم أو قوافل القبائل التي تحتمي بهم للسلب والنهب؛ مما يضعف الاقتصاد، ويؤدي إلى حالة من التذمر والاضطراب.
3. فرض نفوذ المسلمين على هذه المنطقة كلها، وإشعار سكانها بأنهم في حمايتهم وتحت مسئوليتهم؛ لذلك فهم يؤمِّنون لهم الطرق، ويحمون لهم تجارتهم، ويحاربون كل إرهاب من شأنه أن يزعجهم أو يعرضهم للخطر.
4. حرمان قريش من أي حليف تجاري قد يمدها بما تحتاج من التجارة، وصرف أنظارهم عن هذه المنطقة التجارية المهمة؛ لأن ظهور الدولة الإسلامية بهذه القوة يؤثر على نفسية قريش العدو الأول للدولة الإسلامية، ويجعلها تخشى المسلمين على تجارتها.
5. الحرص على إزالة الرهبة النفسية عند العرب الذين ما كانوا يحلمون بمواجهة الروم، والتأكيد عمليًّا للمسلمين بأن رسالتهم للعالم أجمع وليست مقصورة على العرب.

## الخروج إلى غزوة دومة الجندل
ندب رسول الله محمد المسلمين للخروج، وخرج في ألف من أصحابه، وكان يسير الليل، ويكمن النهار؛ حتى يخفي مسيره، ولا تشيع أخباره وتنقل أسراره، وتتعقبه عيون الأعداء.
وسار حتى دنا من القوم، عندئذ تفرقوا، ولم يلق رسول الله محمد منهم أحدًا، فقد ولَّوا مدبرين، وتركوا أنعامهم وماشيتهم غنيمة باردة للمسلمين، وأسر المسلمون رجلاً منهم، وأحضروه إلى رسول الله محمد، فسأله عنهم، فقال: «هربوا لما سمعوا بأنك أخذت نعمهم». فعرض عليه رسول الله محمد الإسلام، فأسلم وأقام بساحتهم أيامًا، وبعث البعوث، وبث السرايا، وفرّق الجيوش، فلم يصب منهم أحدٌ، وعاد المسلمون إلى المدينة.
وفي أثناء عودتهم وادعَ الرسولُ عيينةَ بن حصن الفزاري، واستأذن عيينة رسول الله محمد في أن ترعى إبله وغنمه في أرض قريبة من المدينة على ستة وثلاثين ميلاً منها.

## دلالات غزوة دومة الجندل
1. إن وصول جيوش المسلمين إلى دومة الجندل، وهي على هذه المسافة البعيدة من المدينة وموادعة عيينة بن حصن للمسلمين، واستئذانه في أن يرعى بإبله وغنمه في أرض بينها وبين المدينة ما يقرب من خمسة وستين كيلو مترًا، لدليل قاطع على ما وصلت إليه قوة المسلمين، وعلى شعورهم بالمسئولية الكاملة تجاه تأمين الحياة للناس في هذه المنطقة، وأن هذه المناطق النائية كانت ضمن الدولة الإسلامية، وإن الدولة أصبحت منيعة، ليس في مقدور أحد أن يعتدي عليها، ولو كان ذلك في استطاعة أحد لكان هو عيينة بن حصن الذي كان يغضب لغضبه عشرة آلاف مقاتِل.
2. كانت غزوة دومة الجندل بمنزلة إعلان عن دعوة الإسلام بين سكان البوادي الشمالية وأطراف الشام الجنوبية